# Альфредо Сітарроса
Альфредо Сітарроса (ісп. Alfredo Zitarrosa; 10 березня 1936, Монтевідео, Уругвай — 17 січня 1989, Монтевідео, Уругвай) — уругвайський співак, композитор, поет, письменник і журналіст. Вважається однією з найважливіших фігур в історії музики Уругваю і всієї Латинської Америки.

## Життєпис
Альфредо Сітарроса народився у неодруженої Хесуси Бланки Нієве Ірібарне в шпиталі Перейра Россель у Монтевідео, Уругвай. Незабаром після народження сина мати віддала його в сім'ю Карлоса Дурана і Дорайсельї Карбахаль. Від нових батьків він отримав ім'я Альфредо «Почо» Дуран. Між 1944 і 1947 роками сім'я переїхала в Сантьяго Васкес. Прийомні батьки часто возили Альфредо в передмістя Тринідаду (столиці департаменту Флорес), де народилася Дорайселья Карбахаль. Ці подорожі залишили у нього яскраві спогади, що пізніше відіб'ється на його репертуарі: багато пісень засновані на селянських ритмах і мотивах, особливо мілонги.
Пізніше сім'я повернулася в Монтевідео, і в підлітковому віці Альфредо переїхав до своєї біологічної матері та її чоловіка, аргентинця Ніколаса Сітарроси, який і дав йому прізвище. Живучи недалеко від Монтевідео, Альфредо їздив туди в школу, а згодом і остаточно перебрався в столицю. Там він жив спочатку знову у Дуранів, а потім у пансіоні Місіс Еми, будівля якого належала його матері Бланці Ірібарне. Молодий чоловік багато де працював, зокрема в меблевому магазині, медичному товаристві, в церкві і друкарні.

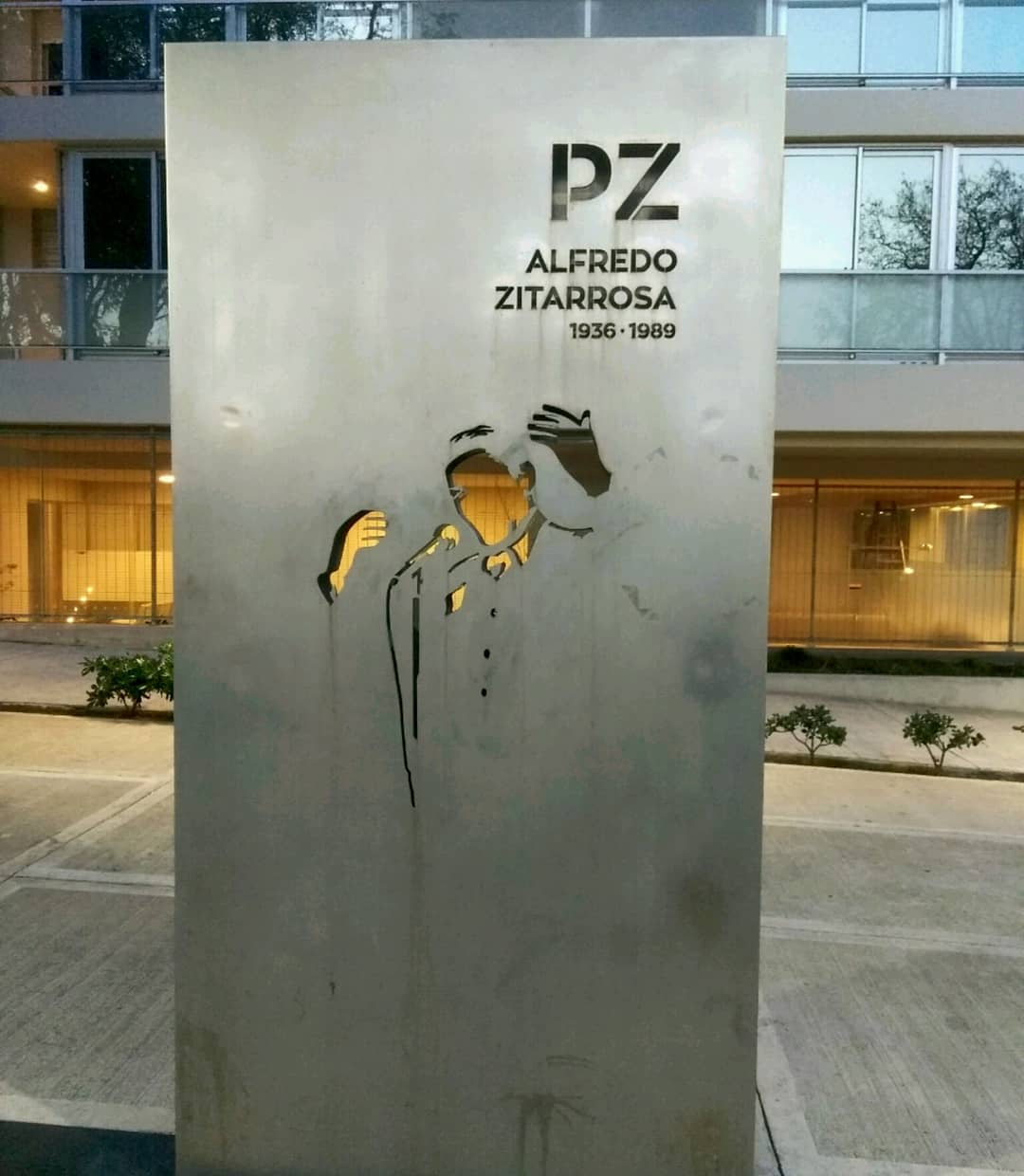
Пам'ятник Альфредо Сітарросі в Монтевідео.

1954 року він став радіоведучим, причому працював і в новинах, і в розважальних програмах, а також як актор. В цей же час він писав вірші і прозу для журналу «Марча», де працював і журналістом.
Опинившись у Перу, 20 лютого 1954 року він дебютував там як співак на телеканалі Channel 13 (Panamericana Television). Сітарроса згадував:
|  | Я не мав грошей, але мав багато друзів. Сталося так, що один з них, Сесар Дуранд, володів інформаційним агентством, і я несподівано потрапив до телевізійної передачі, де мені довелося співати. За дві пісні мені заплатили 50 доларів. Це було сюрпризом і дозволило заробити якісь гроші. |

Незабаром після цього він провів кілька програм на болівійському Radio Altiplano в Ла-Пасі, а потім — у Монтевідео. Завдяки цим виступам 1966 році його запрошено на фестиваль у Коскіні в Аргентині.
Вже від початку кар'єри він був визнаний одним з найвидатніших голосів латиноамериканської популярної музики з виразним фольклорним і «лівим» корінням. Поєднання густого тембру і гітарного акомпанементу стало його фірмовим знаком разом зі стриманим, чоловічим стилем виконання.
Через зв'язки з лівою партією Уругваю «Широкий фронт» був змушений покинути країну, а його пісні було заборонено в Уругваї, в Аргентині і Чилі в роки антикомуністичної диктатури в Латинській Америці. Від лютого 1976 року він жив послідовно в Аргентині, Іспанії та Мексиці.
Після Фоклендської війни, коли заборону на музику Сітарроси в Аргентині було знято, співак повернувся до Буенос-Айреса. Там він дав у 1983 році три відомі концерти на арені Обрас Санітарьяс. Через рік він повернувся до Уругваю, де був тепло зустрінутий і дав у березні 1984 році перший концерт, який пізніше назвав «найголовнішим досвідом» свого життя.
Помер 17 січня 1989 року від перитоніту внаслідок інфаркту кишки, в рідному місті Монтевідео.

## Творчість
Найпопулярнішими стали такі пісні Сітарроси, як «Dona Soledad», («Пані Самотність»), «Crece desde el Pie» («Той, що росте з ноги»), «Recordandote» («Згадуючи тебе»), «Stefanie» («Стефані»), «Adagio a mi pais» («Адажіо мого краю»), «Zamba por vos» («Самба для вас»), «El violin de Becho» («Скрипка Бечо»), «Guitarra negra» («Чорна гітара»). За книгу «Explicaciones» («Пояснення»), яку він спочатку не збирався публікувати, 1959 року міська рада Монтевідео нагородила його муніципальною премією. 1988 року опубліковано книгу оповідань «Por si el recuerdo» («Якщо я згадаю»).
У творчості Сітарроси особливо важливу роль відіграють автобіографічні мотиви. Наприклад, у пісні «Pájaro rival» («Бунтівний птах») виражено глибоку екзистенціальну тривогу Сітарроси і навіть передчуття близької смерті, яка наздогнала його незабаром після запису композиції. В «Explicacion de mi amor» («Пояснення моєї любові») відбилися його стосунки з біологічними батьками, які відмовилися від нього, але присутність яких у своєму житті він завжди відчував.
|  | Моїм батьком ти будеш, як і був, Гамета в закритій тріщині часу... Але поки я шукаю тебе у всьому, Поки ти повертаєшся без того, щоб я кликав тебе чи забув тебе, Я прошу, вилікуй мій гіркий біль, Будь ласка, припини помирати. Оригінальний текст (ісп.) Mi padre serás, como fuiste mi padre, un gameto en la grieta cerrada del tiempo… Mas mientras te busque en las cosas, en tanto regreses sin que yo te llame o te olvide, te pido que limpies mi amargo dolor; por favor, que no sigas muriendo. |

Що стосується названих батьків, то про Карлоса Дуране він писав так:
|  | Карлос не був моїм батьком, і я це знав. Він був занадто старий, щоб бути моїм найкращим другом, але коли він овдовів, то попросив мене жити разом з ним. Він був мені більше братом, ніж названим батьком, і я був з ним до кінця, і поховав його, разом з його племінниками, забравши тіло з моргу Військового шпиталю. Його труну, гарчучи гулом, опустився на дно ями Поліційного кладовища в Бусео. |

Сітарроса присвятив Карлосу Дурану, який, серед іншого, працював і поліціянтом, одну зі своїх знакових пісень «Chamarrita de los milicos» («Камаррита про солдатів»). Композитор згадував, що пісня
|  | була написана на барній стійці 27 січня 1970 року. В цей день народилася моя дочка Карла Моріана, і я писав про того, хто не міг бути її дідусем, про мого названого батька, Карлоса Дурана. Він був сином Полковника „Колорадо“, а закінчив тим, що працював у поліції в 40-ві. Ми жили бідно. Я пам'ятаю його великий револьвер, який він розрядженим клав у шафу, знявши кобуру, кожен вечір або щоранку, залежно від зміни. Кулі, завжди лежали окремо, поширювали свій запах на всі речі, які зберігала у шафі моя мати. Я поняття не мав, як вони виймаються і що у них всередині, що робить їх такими небезпечними. Але ці кулі і револьвер, розкіш нашого скромного будинку, власність держави, як мені казали, мій батько носив не без деякої прихованої гордості. |

|  | Пісня казарм, не забудь про тих людей, коли ти співаєш для солдатів, не забудь, що вони небагаті, і гордість у них не в надлишку, не забудь, що є й інші бідні. Оригінальний текст (ісп.) Chamarrita cuartelera, no te olvides que hay gente afuera, cuando cantes pa’ los milicos, no te olvides que no son ricos, y el orgullo que no te sobre, no te olvides que hay otros pobres. |

У багатьох піснях Сітарроси видно добре знання сільського життя, набуте під час поїздок на батьківщину названої матері, зокрема, до її дядька Хосе Пепе Карбахаля. Поет згадував:
|  | На літніх канікулах я їздив у серці країни, Тринідад, столицю департаменту Флорес, можливо, найвіддаленішого зі внутрішніх департаментів, де на великому землеволодінні переважно розводили велику рогату худобу. Наскільки я пам'ятаю, я проводив там кожне літо, поки мені не виповнилося 12. Зрозуміло, саме там я навчився особливостям сільського життя. Я навчився їздити на коні, доїти, полювати. |

Все це додало селянського колориту в сам характер Сітарроси і в його пісні. Приклад — мілонга «Mi tierra en invierno» («Моя земля взимку»), де поет демонструє гарне знання сільського життя, поводження з домашніми тваринами та різних фермерських операцій.
У ранній юності Альфредо довелося жити в Монтевідео в будинку біля площі, що стояв поруч із кладовищем, про що він згадує в «Coplas del canto» («Куплети пісні»): Спогади про юність служать темою і «Candombe del olvido» («Кандомбле забуття»): Пісню «El Violin Del Becho» Сітарроса присвятив своєму другові Карлосу Ейсменді, скрипалю, який працював з композитором і мав прізвисько Бечо (Becho). Він встиг зайняти місце у світі класичної музики: здобув перше місце на конкурсі скрипалів у Німеччині, брав участь у багатьох інших конкурсах на своїй батьківщині і за кордоном. Але обезсмертила його, звичайно, дружба і робота з Альфредо Сітарросою. За легендою, склавши вірші «El Violin Del Becho», він спочатку показав їх самому Бечо, і тому цей варіант не дуже сподобався. Тоді Сітарроса переробив текст. Ця легенда, можливо, недалека від істини, оскільки в Інтернеті зустрічається інший варіант тексту цієї пісні.
|  | Проживши так довго біля кладовища, я не боюся ні смерті, ні її таємниці. Оригінальний текст (ісп.) De tanto vivir frente del cementerio no me asusta la muerte ni su misterio. |

|  | Я більше не пам'ятаю той сад біля будинку, Ніхто не очікує мене на площі. Ніжні кандомбе, тиша і чужі імена; особи змінилися. Хто поверне мені моє невинне голос, Моє обличчя в окулярах, Хто зможе зібрати разом висловлені слова, З застиглі душі. Це були важкі часи, ангел помер, Кораблі покинули порт. Час любити, сумніватися, думати, боротися, Жити без минулого. Оригінальний текст (ісп.) Ya no recuerdo el jardín de la casa, ya nadie me espera en la plaza. Suaves candombes, silencios y nombres de otros; se cambian los rostros. Quién me dará nuevamente mi voz inocente, mi cara con lentes. Cómo podré recoger las palabras habladas, sus almas heladas. Qué duros tiempos, el ángel ha muerto, los barcos dejaron el puerto. Tiempo de amar, de dudar, de pensar y luchar, de vivir sin pasado. |

|  | Бечо грає на скрипці в оркестрі, З обличчям дитини, що загубилась, І оркестру для нього не існує Крім єдиної скрипки, про яку болить його душа, Тому що Бечо турбується про скрипки, Для нього вони немов діти. Бечо хотів би, щоб скрипка була (просто) людиною А не співала б про біль і любов. У Бечо була скрипка, яку він не любив Але відчував, як вона кличе його, Терзаючись докорами сумління вночі, Він знову закохувався в ці сумні звуки Метелик з червоного дерева, Скрипка — зневірена дитина. Коли Бечо припиняє грати і заспокоюється, Скрипка звучить у його душі Тому що Бечо турбується про скрипки, Для нього вони немов діти Бечо хотів би, щоб скрипка була (просто) людиною А не співала б про біль і любов. В ім'я життя і смерті, батька і матері Співала скрипка, марно звертаючись до Бечо: Більше не можу я грати в оркестрі Співати і любити — це важко. Оригінальний текст (ісп.) Becho toca el violín en la orquesta, cara de chiquilín sin maestra, y la orquesta no sirve, no tiene más que un solo violín que le duele. Porque a Becho le duelen violines, que son como su amor, chiquilines; Becho quiere un violín que sea hombre, que al dolor y al amor no los nombre Becho tiene un violín que no ama, pero siente que el violín lo llama, por la noche como arrepentido, vuelve a amar ese triste sonido. Mariposa marrón de madera, niño violín que se desespera, cuando Becho no toca y se calma, queda el violín sonando en su alma. Porque a Becho le duelen violines, que son como su amor, chiquilines; Becho quiere un violín que sea hombre, que al dolor y al amor no los nombre. Vida y muerte, violín, padre y madre; canta el violín y Becho es el aire, ya no puede tocar en la orquesta, porque amar y cantar eso cuesta. |